# Демченко, Александр (режиссёр)
Александр Демченко (латыш. Aleksandrs Demčenko; 6 января 1954 — 12 февраля 2020) — советский и латвийский режиссёр-документалист, оператор украинского происхождения. Журналист. Ассистент и оператор Юриса Подниекса.

## Биография
Родился 6 января 1954 в Днепропетровске.
Среднее образование получил в школе № 71 в Днепропетровске. В 1974 году окончил школу Днепровского академического театра драмы и комедии, режиссёрское отделение. Служил в морской пехоте Черноморского флота. В 1987 году получил диплом режиссёра кино Ленинградского государственного института театра, музыки и кино.
С 1980 года жил в Риге. Работал в каскадёрской группе на съёмках Улдиса Вейспалса. Параллельно с 1980 по 1985 год работал осветителем на Рижской киностудии, где познакомился с Юрисом Подниексом.
В 1991 году Демченко получил «Большой Кристап» в номинации лучшего помощника режиссёра-документалиста за фильм «Крестный путь» и второго Большого Кристапа за храбрость и самоотверженность в съемочном процессе фильма «Мы».
С 1991 года член Союза журналистов Литвы и Международной федерации журналистов, а с 2002 года Союза кинематографистов Латвии.
Умер 12 февраля 2020, похоронен на Первом Лесном кладбище.

## Творческая деятельность
В 1983 году снялся в эпизоде фильма «Чужие страсти».
В 1986 году вместе с Юрисом Подниексом участвовал в съёмках аварии Чернобыльского АЭС. В начале 1990-х годов неоднократно посещал Грузию. С 1992 по 1998 год снимал военные действия в Баку и Нагорном Карабахе.
В 1990 году Подниекс с Демченко закончил фильм «Крестный путь» (латыш. «Krustceļš») о Празднике песни и движении латвийского народа к независимости. В январе 1991 года съёмочная группа Подниекса снимала столкновения в Вильнюсе и Риге. Во время событий в Риге были убиты операторы группы Юриса Андрис Слапиньш и Гвидо Звайгзне. Позже эти съёмки войдут в фильм-послесловие к фильму «Крестный путь». За эти кадры Демченко получил «Памятную медаль баррикад Литовской Республики». Награждён медалью баррикад (Латвия).